# Vittorio Veneto (UPL di Palermo)
Vittorio Veneto è la quarantunesima unità di primo livello di Palermo.
È situata nella zona centro-settentrionale della città; fa parte dell'VIII Circoscrizione.